# Klement Stylita
Svatý Klement Stylita († 1111, Monastýr Sagmata) byl řecký asketa.

## Život
Narodil se do zbožné athénské rodiny.
Ve třiceti letech odešel do monastýru Myoupolis na hoře Kithairon, který založil svatý Meletios Mladší. Pobýval také v poustevně blízko monastýru.
S požehnáním svatého Meletia se usadil v samotě na skalním ostrohu hory Sagmata. Přicházelo k němu mnoho učedníků, kteří se usadili v okolních jeskyních. Po smrti Meletia nový představený požadoval, aby se vrátil zpět do monastýru. Klement odmítl, a proto jej nechal exkomunikovat. Po exkomunikaci onemocněl, zrušil exkomunikaci a požádal Klementa o odpuštění.
Podle tradice byl viděn, jak se při modlitbě vznáší nad zemí.
Pověst o jeho svatosti se dostala až k císaři Alexiosovi I. Komnenovi, který daroval monastýru relikvii svatého Kříže.
Před svou smrtí onemocněl a zemřel roku 1111.
Jeho svátek se připomíná 26. ledna a 1. května.